# حؤول غدي

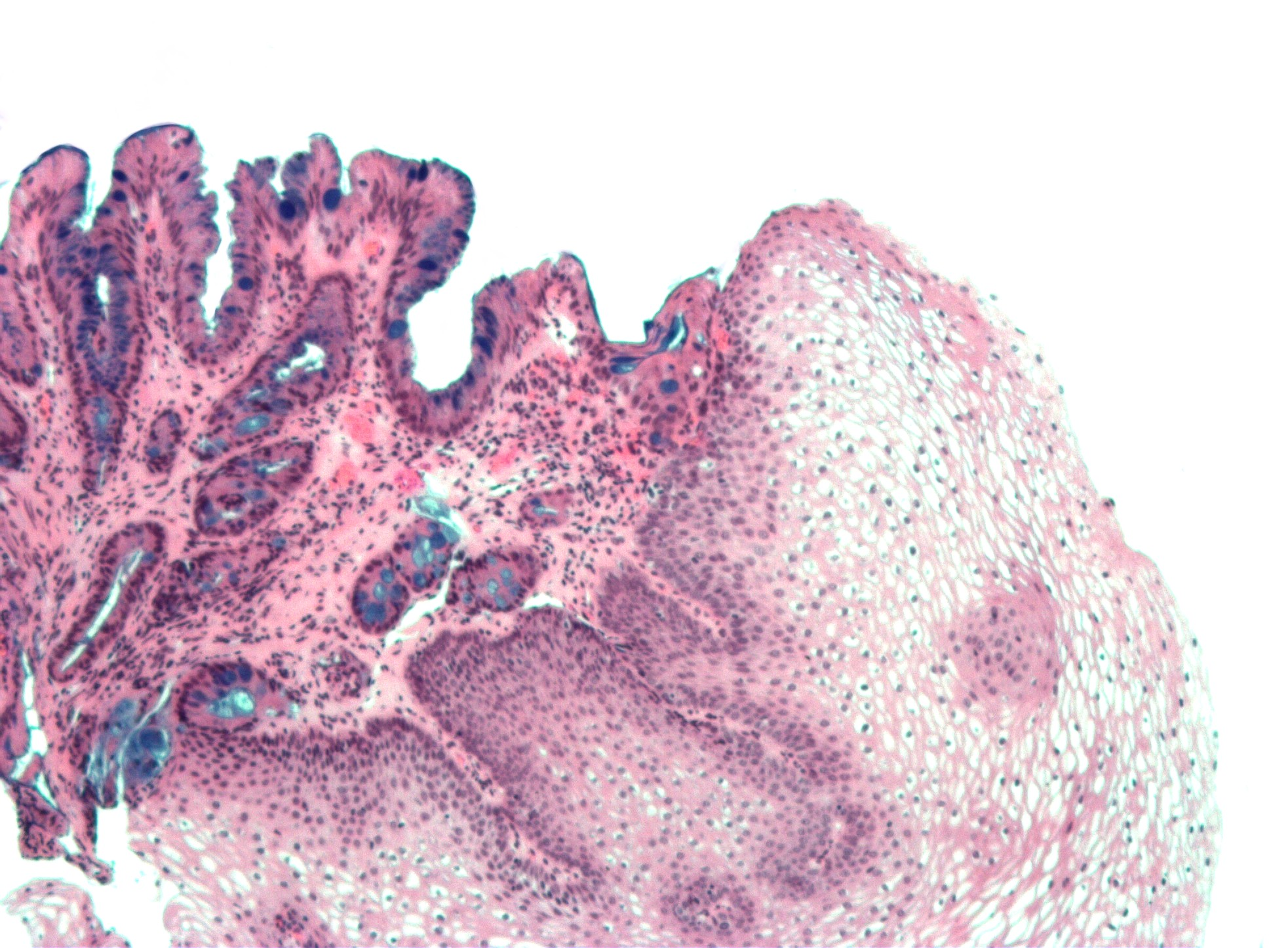
صورة مجهرية ل
لمريء باريت (يسار الصورة) و نسيج طلائي حرشفي طبقي طبيعي (يمين الصورة)

الحؤول الغدي (بالإنجليزية: Glandular metaplasia)‏ هو أحد أنواع التحول النسيجي حيث تتحول الأنسجة المُهاجة إلى الشكل الغدي.
أحد الأمثلة على ذلك يحدث في المريء حيث تصبح الأنسجة أكثر شبها بأنسجة المعدة. كما يحدث ذلك في المثانة.

## صور إضافية

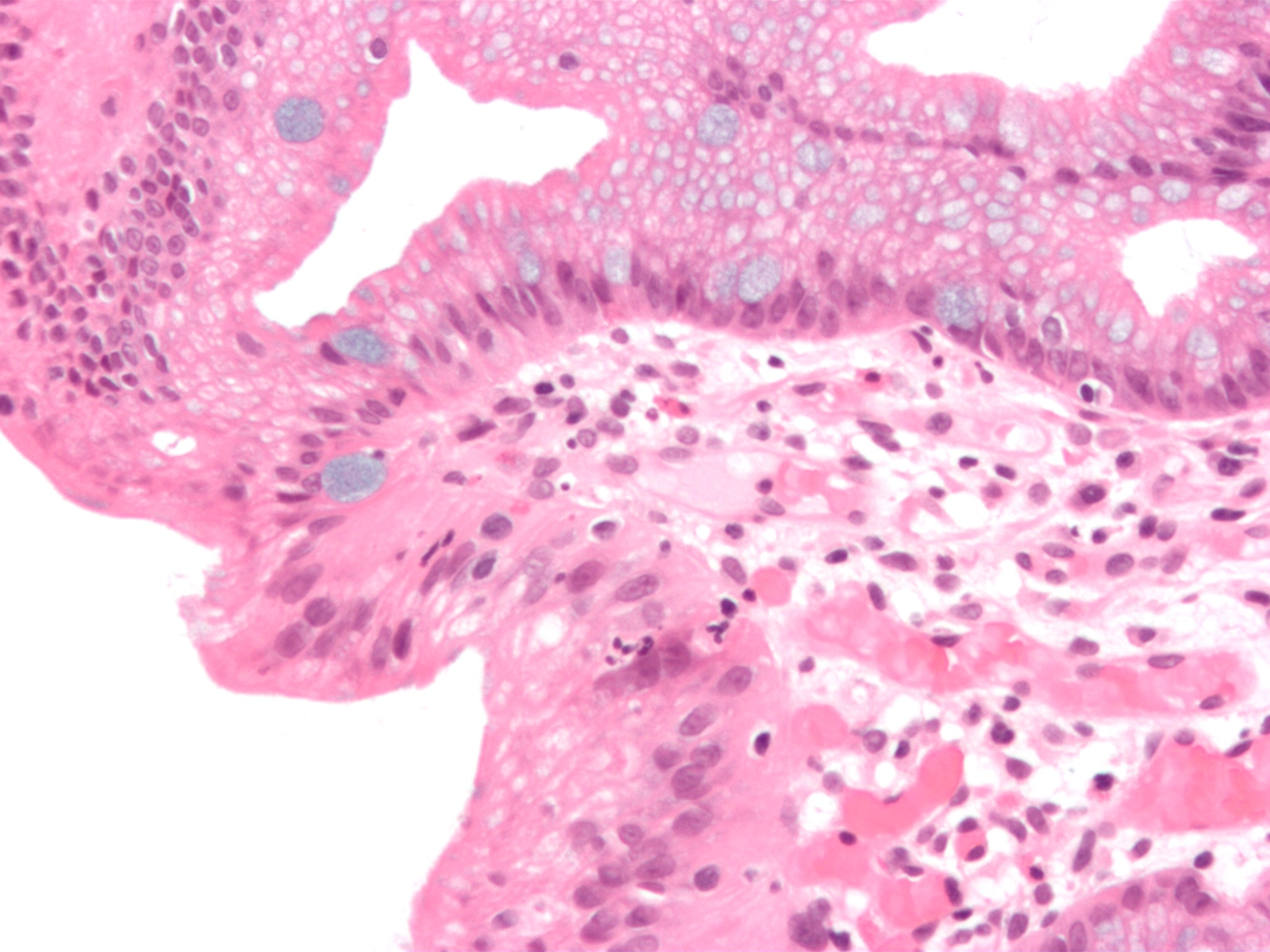
صورة مجهرية لمريء باريت، وهو مثال على الحؤول الغدي.